# Rokitnica (rejon kowelski)
Rokitnica (ukr. Рокитниця) – wieś na Ukrainie w rejonie kowelskim obwodu wołyńskiego.